# Lavoûte-sur-Loire
Lavoûte-sur-Loire är en kommun i departementet Haute-Loire i regionen Auvergne-Rhône-Alpes i centrala Frankrike. Kommunen ligger i kantonen Saint-Paulien som tillhör arrondissementet Le Puy-en-Velay. År 2022 hade Lavoûte-sur-Loire 813 invånare.

## Befolkningsutveckling
Antalet invånare i kommunen Lavoûte-sur-Loire
| Referens: INSEE |